# Dall’inferno
Dall'inferno (рус. Из ада) — третий мини-альбом итальянского автора исполнителя Марко Менгони, выпущенный 24 апреля 2012 года только для продажи в онлайн-магазине iTunes Store .

## Список композиций
1. Dall'inferno - 4:01
2. Dall'inferno (видео) - 4:10
3. Dall'inferno (видео-backstage) - 7:42
4. Come ti senti (видео-live) - 3:20